# نواف هوساوي
نواف عبد الرحمن هوساوي، لاعب كرة قدم سعودي، يلعب في الوسط في نادي نجران معار من نادي الوحدة.

## مسيرة اللاعب
بدأ في الفئات السنية في نادي الوحدة و صعد للفريق الأول في عام 2020 و كان احتياطياً أمام الشباب .

### برنامج الابتعاث الخارجي
انضم لبرنامج الابتعاث السعودي لكرة القدم 2020 مع مجموعة من اللاعبين للابتعاث الخارجي لاكتساب الخبرات و المشاركة أمام فرق من مختلف الدرجات في إسبانيا وغيرها من الدول الأوروبية.